# Вікінги: Вальгалла
«Вікінги: Вальгалла» (англ. Vikings: Valhalla) — американський телесеріал в жанрі історичної драми, спіноф серіалу «Вікінги». Головний сценарист — Джеб Стюарт. Дія відбувається приблизно одне століття після подій, що завершували серіал «Вікінги». У серіалі показано історії таких історичних персонажів як Лейф Еріксон, Фрейдіс Еріксдоттір, Гаральд III Суворий і Вільгельм I Завойовник.Де розгортаються знайомство із Королем та події в Київській Русі .

## Сюжет
Дія почнеться через 100 років після подій оригінального серіалу у часи занепаду епохи вікінгів. Після смерті короля Англії Едуарда Сповідника загострилася зовнішньополітична ситуація: на англійську корону висунули претензії герцог Нормандії і король Норвегії, які почали готуватися до вторгнення.
Лейф Еріксон, який народився в Ісландії і виріс у Гренландії, на кораблі перетинає Атлантичний океан. Він вірний своїй родині і вірі предків, але у нього складні стосунки з батьком, Еріком Рудим. Фрейдіс Еріксдоттір — зведена сестра Лейфа Еріксона. Після нападу групи вікінгів-християн вона люто бореться з християнством, намагаючись захистити традиційну віру давніх скандинавів і знайти для вікінгів «новий дім». Фрейдіс закохана в Торсена вікінга-християнина, що вижив після різанини в День святого Брайса, влаштованої Етельредом II Нерозумним. Торсен входить у військо короля Гаральда III Суворого для того, щоб помститися за різанину.

## У ролях

### Головні ролі
| Сем Корлетт                   | Лейф Еріксон              | 8 | 8 | 16 |
| Фріда Густавссон              | Фрейдіс Еріксдоттір       | 7 | 8 | 15 |
| Лео Сутер                     | Гаральд Сігурдссон        | 8 | 8 | 16 |
| Бредлі Фрігард                | король Канут Великий      | 6 | 2 | 8  |
| Йоуханнес Хейкюр Йоуханнессон | Олаф «Святий» Гаральдссон | 8 | 6 | 14 |
| Керолайн Гендерсон            | ярл Естрід Хакон          | 6 |   | 6  |
| Лаура Берлін                  | Емма Нормандська          | 7 | 7 | 14 |
| Девід Оукс                    | ерл Ґодвін                | 7 | 7 | 14 |
| Усього епізодів               | Усього епізодів           | 8 | 8 | 16 |

### Другорядні ролі
- Лужза Ріхтер — Лів (сезон 1-2)
- Геван О'Коннор — Ньял (сезон 1)
- Едвард Франклін — Скарде (сезон 1)
- Сем Стаффорд — Ульф (сезон 1)
- Альфрун Лауфейярдоттир — Ірса (сезон 1)
- Джек Малларки — Токи (сезон 1)
- Кеннет М Крістенсен — ярл Норі (сезон 1)
- Асбьорн Крог — ярл Кер (сезон 1)
- Джуліан Сігер — ярл Горм (сезон 1)
- Джеймс Балланже — Халльбьорн (сезон 1-2)
- Марчин Дорочинський — Ярослав Мудрий
- Крістофер Рай — Агнарр
- Яакко Охтонен — Джохан (сезон 1)
- Роберт Маккормак — Томас (сезон 1)
- Полліанна Макінтош —  королева Ельфгіфу Данська
- Джон Кавана — Провидець
- Пяеру Ойя — Арн Гормссон (сезон 1)
- Луїс Девісон — принц Едмунд (сезон 1)
- Гевін Дреа — Едрік Стреона (сезон 1)
- Аннабель Манденг — Альтера (сезон 1)
- Серен Пільмарк — Свен I Вилобородий
- Боско Хоган — Етельред Безрадний (сезон 1)
- Івонн Мей — Мерін (сезон 1)
- Хенессі Шмідт — Гіта
- Камілла Хаят — Марьям (сезон 2)
- Кайоде Акініємі — Кайсар (сезон 2)
- Флоріан Мунтяну — Георгій Маніак (сезон 3)
- Горан Вишнич — Ерік Рудий (сезон 3)

## Виробництво

### Підбір акторів
28 листопада 2020 року стало відомо, що в серіалі зіграють данський актор Кеннет Крістенсен, ісландський актор Йоуханнес Хейкюр Йоуханнессон, шведська актриса Фріда Густавссон і англійський актор Девід Оукс.
Також у серіалі знімуться шведський актор Йоаким Неттерквист, британський актор Ітан Діллон, англійський актор Алан Девайн, ірландські актори Боско Хоган, Білл Мерфі і Гевін О'Коннор. Девайн і Хоган раніше з'являлися в серіалі «Вікінги» (Девайн — у другому, а Хоган — у п'ятому сезоні).

### Знімання
Знімання почали на початку жовтня 2020 року в Віклов (Ірландія), де раніше знімався серіал «Вікінги». Знімання припинили внаслідок декількох позитивних тестів на COVID-19 у членів знімальної групи, однак через кілька днів поновилися, бо результати тестів виявилися псевдопозитивними.
Режисерами стануть Нільс Арден Оплев, відомий по роботі в серіалі «Пан Робот», і Стів Сейнт Леджер, який працював над кількома епізодами серіалу «Вікінги».